# En peu de pau (revista)
En peu de pau: butlletí sobre pau, desarmament i desenvolupament va ser un butlletí que va néixer a Barcelona el maig de 1984. Publicant tant en català com en castellà, des dels seus inicis va ser concebuda com una revista de caràcter informatiu sobre el moviment per la pau i el pacifisme, que buscava oferir informacions no recollides usualment per la premsa convencional per mobilitzar l’opinió pública contra la cursa d’armaments, les desigualtats, i per la pau.
Va començar a publicar-se bimestralment el maig/juny de 1984. La seva publicació va acabar al gener/febrer de 1985, quan es va fusionar amb la revista Euroshima i va ser continuada en el butlletí En pie de paz.

## Naixement

### Origen històric
En peu de pau va néixer com una iniciativa del moviment pacifista per informar sobre les conseqüències de la creixent militarització i la cursa d’armaments. Entre els anys 1980-1983 s'estava produint l’apogeu del moviment europeu per la pau i el desenvolupament amb motiu de la campanya contra el desplegament de míssils de l'OTAN. Aquest moviment va ser encapçalat a Espanya per part de l'esquerra política i social, i el discurs del neutralisme es va veure reflectit a les publicacions espanyoles i catalanes de l’època, com Euroshima, Tiempo de Paz, i la mateixa En peu de pau.
Segons l’Editorial Fundacional, mitjançant diversos grups de persones, personalitats i moviments que treballaven per la pau, En peu de pau buscava mobilitzar la població sobre les conseqüències d’aquests fets, com la fam, les guerres i el possible extermini de moltes de les espècies vives del planeta, entre d'altres. A més de ser ideada com una publicació informativa tenia una clara voluntat formativa, publicaven informació poc coneguda, però amb la intenció de fer veure que està a l’abast de tothom i que és comprensible, que no és només un àmbit d’experts.
Segons la revista, per aconseguir un estat de no-violència i justícia caldria educar per la pau. A l’àmbit barcelonès de l’època es veu aquesta tendència; va començar a sorgir un procés reflexiu intern que va conduir a un intens treball de formació, investigació i edició per la pau. Durant els anys 1983 i 1984 van néixer organitzacions com la Fundació per la Pau o la Universitat Internacional de la Pau de Sant Cugat del Vallès. Per En peu de pau, per tal d’educar en la pau calia penetrar culturalment en el teixit social, informant i difonent idees, iniciatives i campanyes que parlin sobre el perill de la guerra, advoquin per un repartiment més just dels béns, contra la fam, contra la desnuclearització municipal i regional, la defensa de l’objecció de consciència com a dret irrenunciable de l’individu, entre d'altres.
Al parlar de pau també parlava sobre eliminació de la injustícia i la desigualtat aplicada de l’hemisferi nord al sud i sobre la paralització de l’increment en despeses militars. També advocava pel compliment per part de l’Estat Espanyol dels acords i promeses en ajudes al Tercer Món, la convocatòria de referèndum sobre la pertinença en l'OTAN i la denúncia de bases militars estatunidenques en territori espanyol.

### Dades descriptives
En peu de pau va comptar amb un total de 5 números: un número preliminar, els números 1 i 2, un número doble que ajuntà els números 3-4, i el número 5. El butlletí tenia una periodicitat bimestral, però als números 2 i 3-4 es van realitzar publicacions trimestrals.
L'exemplar es venia a 175 pessetes, però a partir del segon número es va començar a vendre a 150, fet que van anunciar a la segona plana del número mitjançant una nota informativa. També oferien un sistema de subscripció, en el qual la subscripció normal costava 900 pessetes, la modalitat d’ajut a 1500, i la modalitat mecenes era de lliure aportació.
La revista publicava en tirades d’unes 30 i 40 pàgines. Tot i que inicialment publicava en dues columnes, la composició va canviar a un ús majoritari de les tres columnes. El butlletí comptava d’una portada, seguida d’una plana en la qual figuraven els redactors, col·laboradors i il·lustradors, i a partir del número 1 el sumari d’articles. Seguidament figuraven tots els articles classificats en seccions, i es tancava amb una contraportada. Les portades estaven formades pel nom de la revista, una foto o il·lustració representativa del número, la data, el preu d’exemplar i els articles remarcables. En el número preliminar també s'incloïa el sumari. Inicialment es feia ús del blanc i negre, però en els següents números utilitzà el color verd en els números 1 i 2, el vermell en el número 3-4 i el groc i el blau en el número 5.
Tots els números publicats contenien material gràfic exclusivament en blanc i negre. Sobretot abundaven les il·lustracions: els 5 números comptaven d’un total de 97, que integraven vinyetes còmiques, cartells, dibuixos i símbols. La revista també incloïa fotografies, un total de 45. Amb menys freqüència també han fet ús de quadres estadístics, taules, mapes i cal·ligrames. A més, cada secció estava encapçalada per una icona.

## Història

### Seccions principals de la publicació
Opinió: La secció “Opinió” va estar present en els números 0,1,2 i 5. En aquesta secció s'incloïen articles d’opinió que exposaven informació seguida del punt de vista de l’autor, que oferia propostes personals. En aquesta secció s'ha parlat de política de desarmament i s'han fet valoracions sobre les línies d’actuació del moviment de la pau.
Estat de la qüestió: La secció “estat de la qüestió” va estar present en els números 1,2 3-4 i 5. Els articles corresponents feien una anàlisi i estudi del paper d’Espanya en el món del pacifisme, el desenvolupament i l’armament, exposant la inversió en armament dels anys vuitanta, les polítiques militars i d’ajuts al desenvolupament del govern.
Argumentació: La secció “argumentació” va estar present en els números 0, i 3-4. Els articles corresponents partien d’una tesi inicial que argumentaven i tancaven amb una conclusió. Els temes tractats en aquesta secció parlaven sobre la qüestió de la il·legalitat de l’ús de les armes nuclears i l’impacte de l’Administració Reagan en l’àmbit internacional.
Nord-sud: La secció “Nord-sud” va estar present en tots els números publicats. Els articles sota aquesta secció plantejaven el tema de l’abús de poder de l’hemisferi nord i les desigualtats entre hemisferis. En les publicacions s'han fet seguiments de quins tipus estratègies de desenvolupament s'haurien d’aplicar, propostes de solucions a la desnutrició, informació sobre la situació política de l’Amèrica Central i del Sud, fent especial referència a Nicaragua. En menor mesura també es va parlar sobre estratègies de desenvolupament a Àfrica
Moviments Internacionals: La secció “Moviments Internacionals” va estar present en els números 1, 2 i 5. Segons la mateixa revista “moviments internacionals, vol recuperar per a l'opinió pública la història, idees, activitats i accions de molts dels grups que arreu del planeta malden per construir un món més just, lliure d'armes i més harmònic amb el medi ambient.” En aquesta secció es pot seguir la Campanya de les dones de Greenham Common, l'evolució de la 3a Convenció de la Campanya pel desarmament nuclear europeu, entre d'altres.
Educació per la pau: La secció “Educació per la pau” va estar present en els números 0,1,2 i 5. Per la prevista educar en la pau comporta la voluntat de desenvolupar una forma de viure solidària, no competitiva ni agressiva, capaç d'acceptar la diversitat de cada individu, grup i comunitat, de resolució creativa i consensual de conflictes. En els articles s'oferien estratègies, propostes i jocs.
Iniciatives: La secció “Iniciatives” va estar present en els números 0,1,2,3-4. En aquesta es parlen de diferents iniciatives a escala estatal, com és el cas de la proposta d’objecció fiscal o les diferents formes de desobediència civil que existeixen.
Documents: La secció “Documents” va estar present en els números 0,1,3-4. En aquesta secció van reproduir manifests, escrits o cartes que tractaven de diferents aspectes relacionats amb el pacifisme, com el Manifest en Defensa de Nicaragua, la declaració del PSOE en contra de l’OTAN de 1981, o la "Carta abierta del movimiento pacifista al Presidente del Gobierno" de la CEOP.
Entrevista: La secció “Entrevista” va estar present en els números 1 i 5. En aquesta secció s'ha entrevistat a Lluís Magriña, director d’Intermón i Vicenç Fisas. Ambdós són personalitats reconegudes dins del moviment pacifista.
Editorial: La secció “Editorial” va estar present en els números 1 i 5. En aquesta secció des d’En peu de pau opinava directament sobre les temàtiques de la revista, tractant la situació de Nicaragua, el possible referèndum de sortida de l’OTAN, entre d'altres.
Informacions Breus: Aquest apartat, present en totes les edicions, recollia tota una sèrie de breus notícies sobre convocatòries de conferències, trobades, manifestacions, i taules rodones relacionades amb el moviment pacifista, com per exemple la 3a Convenció Europea sobre el Desarmament Nuclear, el II Congrés de Cooperació al desenvolupament o la convocatòria de referèndums locals a l'espera del referèndum de l’OTAN. En aquest apartat també s'ha seguit la creació de la Universitat de la Pau de Sant Cugat. També s'anunciaven concursos, premis i publicacions de llibres, com En Pie de Paz.
Seccions bibliogràfiques: En els números 0 i 1 es publicava una secció bibliogràfica amb un recull de llibres, articles i material audiovisual per educar-se sobre pacifisme, desarmament i desenvolupament.

### Continguts i temàtiques
Al llarg dels articles veiem com fent ús de la crònica, la notícia, la reproducció de cartes i manifests, es tracten qüestions relacionades amb el moviment pacifista a escala estatal i internacional, fent especial incís en les accions realitzades en l'àmbit local català. També destaca la temàtica de les desigualtats entre països del nord i el sud, la crítica a la guerra de blocs i l’aposta per la no-alienació, l'estudi de la militarització del govern espanyol, entre d'altres. Als números 2,3-4 i 5 es van fer dossiers dedicats exclusivament a un d’aquests temes.
Al número 2 van publicar el dossier “Primavera per la pau”. El dossier recull cròniques sobre algunes activitats del moviment pacifista poc conegudes que es van portar a terme a la primavera de 1984 a Catalunya i Espanya, com la cadena humana de Manresa del 20 de Maig, les diferents activitats contra la realització del dia de les forces armades de Valladolid, o la Marxa d’Aragó que finalitzà el 20 de Maig.
Al número 3-4 es va realitzar el dossier “Centre-Amèrica”, que pretenia acostar-se a “Una de les regions econòmicament més deprimides del planeta; una de les zones més atentament vigilades, controlades, massacrades pel veí del Nord: Estats Units (...) Geogràficament lluny però moll a prop: El Salvador, Guatemala, Honduras, Costa Rica, Nicaragua.” D’entre tots els articles recollits destaca la temàtica de Nicaragua, expressant una posició positiva a la revolució nicaragüenca i criticant la política intervencionista nord-americana a Amèrica Central, sobretot a Nicaragua. En aquest dossier es va entrevistar a Pedro Arrojo, Nobel de la Pau l’any 1980 i rector de la Universitat internacional de la Pau de Sant Cugat.
Al número 5 es va realitzar el dossier “El Movimiento por la paz en España”, que recull tota una sèrie de cròniques que analitzen el moviment de la pau a Espanya i el sorgiment de la CEOP.
A més d’aquests dossiers especials, cal destacar la presència de dos temes al llarg de la publicació. El primer és el seguiment de les activitats del campament de la pau de les dones de Greenham Common (Anglaterra), que es van organitzar en protesta contra la decisió de l’OTAN d’instal·lar míssils de creuer a la base de Greenham. En peu de pau ha tractat els seus inicis, les seves accions principals i la seva dissolució. Aquests articles aportaven a la temàtica pacifista la perspectiva feminista i l’anàlisi del paper de la dona en el moviment per la pau.
En darrer lloc, el debat de la pertinença d’Espanya a l’OTAN també ha estat present a totes les edicions. La revista apostava per una postura de sortida de l’OTAN, favorable a la convocació d’un referèndum que decideixi la qüestió i crítica amb el govern de Felipe González.

## Final
El número 5 va ser l’últim número publicat sota el nom d’En peu de pau, corresponent als mesos de gener i febrer de 1985. Posteriorment es va fusionar amb la revista Euroshimai van formar En pie de paz, revista publicada entre els anys 1986 i 2001 que va continuar amb la temàtica del pacifisme, el feminisme i ecologisme. En el número preliminar d’En pie de paz es refereixen a la revista com una segona època d’En pie de Paz, “porque EN PIE DE PAZ recoge la trayectoria de «En peu de pau», publicación que se movía básicamente en el ámbito catalán y de «EUROSHIMA» editada en Aragón”.
En peu de pau va ser una revista que va esdevenir nucli articulador del moviment pacifista a Espanya. A més d’oferir informacions desconegudes, va tractar accions locals del moviment pacifista a Catalunya, incorporant escrits de personalitats lligades directament amb el moviment.

## Relació directors, redactors i col·laboradors
| Nom                | Any                      |
| ------------------ | ------------------------ |
| Carme Castells     | març 1984-febrer 1985    |
| Joan Gomis         | març 1984-abril 1984     |
| Rafael Grasa       | març 1984-febrer 1985    |
| Elisa Grau         | març 1984-febrer 1985    |
| Toni Pigrau        | març 1984-febrer 1985    |
| Joan Manuel Romaní | març 1984-febrer 1985    |
| Josep Torrell      | maig 1984-febrer 1985    |
| Agustí Vinyamata   | juliol 1984-febrer 1985  |
| Violeta Ibáñez     | octubre 1984-febrer 1985 |
| Pere Mir           | octubre 1984-febrer 1985 |

Directors: Tot i que en els números publicats no figuren els directors, a l'edició del dimecres 11 de juliol de 1984 de La Vanguardia, Rafael Grasa figura com a director de la revista.
Grafismes número preliminar: Cristina Losantos
Il·lustracions: Quique, Plantu, Pizzola, Máximo i les revistes Bulletin of Atomic Scientist, Disarmament Campaigns i END Journal.
Col·laboradors: Victoria Abellán, Mariano Aguirre, Alfons Banda, Vicenç Fisas, Luis García Ramos, Joan Gomis, Xavier Masllorens, Arcadi Oliveres, Víctor Ríos, Enric Tello.
Entitats Col·laboradores al llarg de les edicions: Associació per les NN.UU., Campanya Associació per les NN.UU (primera edició) Campanya Contra la Fam, Caritas, Centre de Treball i Documentació, CIDOB, Col·lectiu ecologista de Girona Comitè Antinuclear de Catalunya (CANC), Comitè del Guinardó per la Pau i el Desarmamert, Fundació per la Pau, Grup dels Drets Humans de la Creu Roja, Institut dels Drets Humans de Catalunya, Intermón, Justícia i Pau. Medicus Mundi, Moviment d'objectors de Consciència, Moviment 0,7%, Pax Christi, Servei Civil Internacional, Unió de Religiosos de Catalunya, Universitat per la Pau, Associació de mestres Rosa Sensat, Revista i col·lectiu Mientras Tanto, Comitès per la pau de les comarques gironines, Mans Unides-Campanya contra la fam.